# Reichertsmühle (Pleinfeld)
Reichertsmühle ist ein Gemeindeteil des Marktes Pleinfeld im Landkreis Weißenburg-Gunzenhausen (Mittelfranken, Bayern). Reichertsmühle liegt in der Gemarkung Pleinfeld.

## Lage
Die Einöde liegt unweit der Bundesstraße 2 etwa einen Kilometer nördlich von Pleinfeld zwischen Böschleinsmühle im Nordosten und Ketschenmühle im Südwesten. Im Osten fließt die Schwäbische Rezat vorbei. Durch Reichertsmühle führt die Staatsstraße 2224, hier auch Mühlstraße genannt. Etwa 100 Meter westlich verläuft die Bahnstrecke Treuchtlingen–Nürnberg.